# Бар (Жерс)
Бар (фр. Bars) насеље је и општина у јужној Француској у региону Миди Пирене, у департману Жерс која припада префектури Миранд.
По подацима из 2011. године у општини је живело 124 становника, а густина насељености је износила 11,69 становника/km². Општина се простире на површини од 10,61 km². Налази се на средњој надморској висини од 250 метара (максималној 271 m, а минималној 170 m).

## Демографија
| 1962. | 1968. | 1975. | 1982. | 1990. | 1999. | 2011. |
| ----- | ----- | ----- | ----- | ----- | ----- | ----- |
| 175   | 184   | 158   | 137   | 148   | 139   | 124   |

График промене броја становника у току последњих година